# アレステッド・ディベロプメント (テレビドラマ)
『アレステッド・ディベロプメント』（原題: Arrested Development）は、2003年から2006年までアメリカFOX局で放送され、2013年からは新シーズンがネットフリックスで配信されているテレビドラマである。家族経営の企業の社長である父親が不正会計で逮捕されてその資産を凍結されたのをきっかけに、変人ばかりの家族を養うために奮闘する次男とその息子を描いた1話30分のシチュエーション・コメディドラマ。製作総指揮はロン・ハワード、ナレーションもハワードが担当している。
2003年11月2日より放送を開始。視聴率は悪く打ち切り寸前なドラマであったが、視聴者や批評家から熱い支持を得て、放送は続行された。翌年のエミー賞では第1シーズンでコメディ部門の作品賞を受賞している。しかしそれでも視聴率は伸びず、第3シーズンはミッドシーズンでの放送となり、2006年2月10日に13話で放送を終了。正式な発表はされなかったものの、ショウの幕はほぼこれで閉じると見られていた。ちなみにエミー賞で壇上に上ったプロデューサーは受賞スピーチで「皆さん、このドラマを見てください」と言い、自虐的な笑いを取った。
2007年、マイケル・ブルース役のジェイソン・ベイトマンとその息子ジョージ・マイケル・ブルースを演じたマイケル・セラが映画『JUNO/ジュノ』で再び共演。同作の大ヒットにより、本作への再評価の気運が高まり、2010年に映画化が発表されていたが、2013年5月26日にネットフリックスが製作・配信という形で第4シーズン(全15話)が配信された。その後2018年には第5シーズンが配信されている。
日本ではFOX Life HDで第1シーズン（字幕版）が放送され、その後FOXチャンネルで放送が開始し、第3シーズンまで放送されている。日本のNetflixでは第4シーズンを一時期配信していたが、2018年12月18日現在、全シーズンが配信終了している。FOXチャンネルおよびNetflixでは、日本語タイトルが「ブル〜ス一家は大暴走!」に変更されている。

## 出演者
- ジェイソン・ベイトマン - マイケル・ブルース (Michael Bluth)
- ポーシャ・デ・ロッシ - リンジー・ブルース・フンケ (Lindsay Bluth Fünke)
- ジェフリー・タンバー - ジョージ・ブルース・シニア (George Bluth Sr.)
- ジェシカ・ウォルター - ルシル・ブルース (Lucille Bluth)
- デヴィッド・クロス - トバイアス・フュンケ (Tobias Fünke)
- マイケル・セラ - ジョージ・マイケル・ブルース (George Michael Bluth)
- ウィル・アーネット - ジョージ・オスカー・ブルース2世（ジョブ） (George Oscar Bluth Jr., “GOB”)
- トニー・ヘイル - バイロン・“バスター”・ブルース (Byron “Buster” Bluth)
- アリア・ショウカット - メイ・“メイビー”・フュンケ (Mae “Maeby” Fünke)

ゲスト出演
- ライザ・ミネリ
- ジュディ・グリア
- ヘンリー・ウィンクラー
- ジェームズ・リプトン
- ジュリア・ルイス＝ドレイファス
- シャーリーズ・セロン
- ベン・スティラー
- セス・ローゲン （第4シーズン）
- クリステン・ウィグ （第4シーズン）

## 監督／製作者
製作総指揮
- ミッチェル・ハーウィッツ（脚本・監督も兼任）
- ロン・ハワード (イマジン・エンターテインメント)
- ブライアン・グレイザー (イマジン・エンターテインメント)
- デヴィッド・ネヴィンズ (イマジン・エンターテインメント →ショウタイム社長)

監督
- ルッソ兄弟  （のちに「キャプテン・アメリカ/ウィンター・ソルジャー」からの「アベンジャーズ」シリーズ等を監督）
- ポール・フェイグ  （のちに「ブライズメイズ 史上最悪のウェディングプラン」等を監督）
- グレッグ・モットーラ  （のちに「宇宙人ポール」等を監督）
- パティ・ジェンキンス   （のちに「ワンダーウーマン」等を監督）
- チャック・マーティン
- ブラッド・コープランド　（「団塊ボーイズ」脚本）
- リー・シャラー・ケメル
- ジェイ・チャンドラセカール (映画版「爆発!デューク」)
- ジョン・フォーテンベリー
- ジェイソン・ベイトマン
- ジェフ・メルマン
- ピーター・ラウアー
- アンドリュー・フレミング （「キルスティン・ダンストの大統領に気をつけろ!」）
- ダニー・レイナー (「ゾルタン★星人」)
- リチャード・ローゼンストック
- レブ・L・スピロ (「ウェイバリー通りのウィザードたち ザ・ムービー」)
- アーリーン・サンフォード （「保険調査員フランク25」）
- ボブ・バーリンジャー
- レベッカ・アッシャー
- トロイ・ミラー

音楽
- デヴィッド・シュワルツ（「GONZO〜ならず者ジャーナリスト、ハンター・S・トンプソンのすべて〜」）

## エピソードタイトル

### 第1シーズン
|        | タイトル（邦題）            | 原題                    | 初放送日       |
| ------ | --------------------------- | ----------------------- | -------------- |
| 第1話  | ブルース家集合              | Pilot                   | 2003年11月2日  |
| 第2話  | こんがりバナナの秘密        | Top Banana              | 2003年11月9日  |
| 第3話  | バスターの成長              | Bringing Up Buster      | 2003年11月16日 |
| 第4話  | 鍵が決め手                  | Key Decisions           | 2003年11月23日 |
| 第5話  | オークションの仕方教えます  | Charity Drive           | 2003年11月30日 |
| 第6話  | 面会トレーラー事件          | Visiting Ours           | 2003年12月7日  |
| 第7話  | クリスマス・イベント        | In God We Trust         | 2003年12月14日 |
| 第8話  | 母さんの誕生パーティー      | My Mother the Car       | 2003年12月21日 |
| 第9話  | マイケル、いい人を返上？    | Storming the Castle     | 2004年1月4日   |
| 第10話 | ブルース家流 子供のしつけ方 | Pier Pressure           | 2004年1月11日  |
| 第11話 | イメージ戦略                | Public Relations        | 2004年1月25日  |
| 第12話 | マルタの苦悩                | Marta Complex           | 2004年2月8日   |
| 第13話 | エルマノをぶん殴れ！        | Beef Consomme           | 2004年2月15日  |
| 第14話 | ジョブの“先制攻撃”          | Shock and Aww           | 2004年3月7日   |
| 第15話 | 休日出勤、手当てなし!?      | Staff Infection         | 2004年3月14日  |
| 第16話 | 一夜限りの代償              | Altar Egos              | 2004年3月17日  |
| 第17話 | 正義は盲目なり              | Justice Is Blind        | 2004年3月21日  |
| 第18話 | キティの失踪                | Missing Kitty           | 2004年3月28日  |
| 第19話 | ジョブのベストマン          | Best Man for the Gob    | 2004年4月4日   |
| 第20話 | 母さん、出番です            | Whistler's Mother       | 2004年4月11日  |
| 第21話 | みんなの職場訪問日          | Not Without My Daughter | 2004年4月25日  |
| 第22話 | ウソ発見器についたウソ？    | Let 'Em Eat Cake        | 2004年6月6日   |

### 第2シーズン
|        | タイトル（邦題）                 | 原題                             | 初放送日       |
| ------ | -------------------------------- | -------------------------------- | -------------- |
| 第1話  | ブルース家、再始動               | The One Where Michael Leaves     | 2004年11月7日  |
| 第2話  | 夢のリボンカット                 | The One Where They Build a House | 2004年11月14日 |
| 第3話  | メキシコ珍道中                   | ¡Amigos!                         | 2004年11月21日 |
| 第4話  | 世紀のイリュージョン             | Good Grief                       | 2004年12月5日  |
| 第5話  | マイケル 父を売る!?              | Sad Sack                         | 2004年12月12日 |
| 第6話  | ブルース家のクリスマスパーティー | Afternoon Delight                | 2004年12月19日 |
| 第7話  | ジョブ、ライバル会社に就職!?     | Switch Hitter                    | 2005年1月16日  |
| 第8話  | 筆頭株主の座を守れ               | Queen for a Day                  | 2005年1月23日  |
| 第9話  | オークションでリベンジを         | Burning Love                     | 2005年1月30日  |
| 第10話 | ロマンス・プランで大騒ぎ         | Ready, Aim, Marry Me             | 2005年2月13日  |
| 第11話 | ウソつきは一生治らない？         | Out on a Limb                    | 2005年3月6日   |
| 第12話 | お腹の子は誰の子？               | Hand to God                      | 2005年3月6日   |
| 第13話 | ルシール、悲願達成？             | Motherboy XXX                    | 2005年3月13日  |
| 第14話 | ジョージ・マイケルを生徒会長に！ | The Immaculate Election          | 2005年3月20日  |
| 第15話 | 母さんの結婚記念日               | Sword of Destiny                 | 2005年3月27日  |
| 第16話 | 父さん、誘拐される               | Meat the Veals                   | 2005年4月3日   |
| 第17話 | マイケル、緊急手術を受ける       | Spring Breakout                  | 2005年4月10日  |
| 第18話 | 美しきブル〜ス兄弟愛             | Righteous Brothers               | 2005年4月17日  |

### 第3シーズン
|        | タイトル（邦題）               | 原題                  | 初放送日      |
| ------ | ------------------------------ | --------------------- | ------------- |
| 第1話  | ブルース家のダメ親父たち       | The Cabin Show        | 2005年9月19日 |
| 第2話  | 風変わりなイギリス人の町       | For British Eyes Only | 9月26日       |
| 第3話  | バスター、アザラシ恐怖症を克服 | Forget-Me-Now         | 10月3日       |
| 第4話  | 男らしくないブルース家の男たち | Notapusy              | 11月7日       |
| 第5話  | ブルース家、日本人をおもてなし | Mr. F                 | 11月7日       |
| 第6話  | 海を歩く者                     | The Ocean Walker      | 12月5日       |
| 第7話  | プリズン・ブレイク・イン       | Prison Break-In       | 12月12日      |
| 第8話  | マイケルとジョブの対決         | Making a Stand        | 12月19日      |
| 第9話  | 史上最悪の夕食会               | S.O.B.s               | 2006年1月2日  |
| 第10話 | ブルース家の固い絆             | Fakin' It             | 2月10日       |
| 第11話 | ネリー、会社で大活躍           | Family Ties           | 2月10日       |
| 第12話 | イラクに降り立ったヒーローたち | Exit Strategy         | 2月10日       |
| 第13話 | 迷走し続けるブルース家         | Development Arrested  | 2月10日       |

### 第4シーズン
|        | タイトル（邦題）       | 原題                     | 初放送日      |
| ------ | ---------------------- | ------------------------ | ------------- |
| 第1話  | さらば、息子よ         | Flight of the Phoenix    | 2013年5月26日 |
| 第2話  | ふたごの砂漠ビジネス   | Borderline Personalities | 2013年5月26日 |
| 第3話  | リンジーのさまよえる魂 | Indian Takers            | 2013年5月26日 |
| 第4話  | B級家族とハリウッド    | The B. Team              | 2013年5月26日 |
| 第5話  | ドバイアスの新スタート | A New Start              | 2013年5月26日 |
| 第6話  | 父さんは贈賄中         | Double Crossers          | 2013年5月26日 |
| 第7話  | ジョブの人格崩壊       | Colony Collapse          | 2013年5月26日 |
| 第8話  | 赤毛の政治運動家       | Red Hairing              | 2013年5月26日 |
| 第9話  | 恋に夢中               | Smashed                  | 2013年5月26日 |
| 第10話 | 嬢王蜂の裁判           | Queen B.                 | 2013年5月26日 |
| 第11話 | 復讐のゆくえ           | A New Attitude           | 2013年5月26日 |
| 第12話 | メイビー、自立えの道   | Señoritis                | 2013年5月26日 |
| 第13話 | 波乱のカレッジ・ライフ | It Gets Better           | 2013年5月26日 |
| 第14話 | 家族から離れて         | Off the Hook             | 2013年5月26日 |
| 第15話 | 奇妙な三角関係         | Blockheads               | 2013年5月26日 |

参照：List of Arrested Development episodes